# Heterachthes candidus
Heterachthes candidus là một loài bọ cánh cứng trong họ Cerambycidae.